# Alexandr Pliushkin
Alexandr Pliushkin –en ruso, Александр Плюшкин– (Kazán, URSS, 20 de mayo de 1948) es un deportista soviético que compitió en remo.
Ganó dos medallas de plata en el Campeonato Mundial de Remo, en los años 1974 y 1975, y una medalla de oro en el Campeonato Europeo de Remo de 1973.

## Palmarés internacional
| Campeonato Mundial | Campeonato Mundial       | Campeonato Mundial | Campeonato Mundial |
| Año                | Lugar                    | Medalla            | Prueba             |
| ------------------ | ------------------------ | ------------------ | ------------------ |
| 1974               | Lucerna (Suiza)          | Medalla de plata   | Cuatro con timonel |
| 1975               | Nottingham (Reino Unido) | Medalla de plata   | Ocho con timonel   |
| Campeonato Europeo |                          |                    |                    |
| Año                | Lugar                    | Medalla            | Prueba             |
| 1973               | Moscú (URSS)             | Medalla de oro     | Cuatro con timonel |